# Agrupación Deportiva Llerenense
La Agrupación Deportiva Llerenense es un club de fútbol de la localidad de Llerena (Badajoz), España. En 2023 se proclamó campeón del Grupo XIV de la Tercera Federación, por lo que consiguió su ascenso a Segunda Federación para la temporada 2023-2024.  En la actualidad compite en el grupo XIV de Tercera Federación.

## Historia
El equipo fue fundado el 7 de mayo de 1967 con el nombre de Club de Fútbol Llerenense, el club comenzó a competir en la temporada 1967-68 en el Estadio Municipal, inaugurado el 10 de agosto de 1966, renombrado como Estadio Municipal Fernando Robina en 1974. Fue inscrito en la Primera Regional de Extremadura. El Llerenense consiguió su primer ascenso a Tercera División en 1970, aunque solo se mantuvo una temporada en la categoría.
El equipo volvió a participar en Tercera División en 1979, después de ese ascenso se mantuvo durante dos temporadas para posteriormente descender a Regional, el club volvió a la categoría en 1983, aunque solamente durante una temporada. Posteriormente el Llerenense recuperó su plaza en Tercera División en 1990, permaneciendo durante cinco años en esta liga, después de su descenso a Regional en 1995 el equipo no volvería a Tercera hasta la temporada 2018-19.
En la temporada 2021-22 el equipo lograría quedar en tercera posición clasificándose para la promoción de ascenso a Segunda Federación donde conseguirían llegar hasta la final donde perderían por 4 goles a 0 frente al Ourense quedando eliminados.
Luego de cinco años en Tercera División y su sucesora la Tercera Federación, la A. D. Llerenense consiguió su ascenso a Segunda Federación el 16 de abril de 2023, cuando el equipo derrotó por 3-1 a la Unión Cultural La Estrella, asegurando de esta manera el campeonato del Grupo XIV de Tercera y su promoción de categoría, con el presidente Rafael Candalija. Desde ese día los llaman "Los Reyes de la Campiña".
El 3 de septiembre de 2023 el equipo debutaría en la Segunda Federación en un encuentro ante el C. D. Atlético Paso que finalizaría con empate a cero. La primera victoria llegaría en la segunda jornada donde el conjunto extremeño lograría vencer por 0 goles a 3 al C. D. Illescas.Tras una buena primera vuelta donde el equipo llegaría a estar cerca de los puestos de fase de ascenso a Primera Federación, empezaría una mala racha que arrastraría al equipo a la parte baja de la tabla y finalmente el 5 de mayo de 2024, a pesar de la victoria por 2-3 ante el C. D. Badajoz y de haber logrado 44 puntos en el campeonato, el Llerenense descendería a Tercera Federación.
En la temporada 2024/25 se clasifica para la fase de ascenso en tercera posición, pero en la fase nacional pierden contra el Lealtad y hay un cambio de directiva para hacer frente a la siguiente temporada. 

## Estadio
La A. D. Llerenense disputa sus partidos como local en el Estadio Fernando Robina, el cual es de césped artificial y cuenta con una capacidad para albergar a 1000 espectadores.

## Uniforme
- Primera equipación: Camiseta blanca, pantalón blanco y medias blancas
- Segunda equipación: Camiseta negra, pantalón negro y medias negro
- Marca: Macron

## Temporadas
| Temporada | División | Puesto | Copa del Rey |
| --------- | -------- | ------ | ------------ |
| 1967-70   | Regional | —      |              |
| 1970-71   | 3.ª      | 20°    |              |
| 1971-79   | Regional | —      |              |
| 1979-80   | 3.ª      | 14°    | 1.ª Ronda    |
| 1980-81   | 3.ª      | 18°    |              |
| 1981-83   | Regional | —      |              |
| 1983-84   | 3.ª      | 18°    |              |
| 1984-86   | Regional | —      |              |
| 1986-89   | 1.ª Reg. | —      |              |
| 1989-90   | Regional | —      |              |
| 1990-91   | 3.ª      | 15°    |              |
| 1991-92   | 3.ª      | 8°     |              |
| 1992-93   | 3.ª      | 12°    |              |
| 1993-94   | 3.ª      | 10°    |              |
| 1994-95   | 3.ª      | 19°    |              |

| Temporada | División | Puesto  | Copa del Rey |
| --------- | -------- | ------- | ------------ |
| 1995-2008 | Regional | —       |              |
| 2008-11   | 1.ª Reg. | —       |              |
| 2011-18   | Regional | —       |              |
| 2018-19   | 3.ª      | 11°     |              |
| 2019-20   | 3.ª      | 18°     |              |
| 2020-21   | 3.ª      | 7° / 4° |              |
| 2021-22   | 3.ª RFEF | 3°      |              |
| 2022-23   | 3.ª RFEF | 1°      |              |
| 2023-24   | 2.ª Fed  | 14°     | 1.ª ronda    |
| 2024-25   | 3.ª Fed  | 4°      |              |
| 2025-26   | 3.ª Fed  |         |              |

- 16 temporadas en Tercera División y Tercera Federación

## Palmarés

### Torneos nacionales
| Competición nacional     | Títulos            | Subcampeonatos |
| ------------------------ | ------------------ | -------------- |
| Tercera Federación (1/0) | 2022-23 (Gr. XIV). |                |

### Torneos regionales
| Competición regional             | Títulos                            | Subcampeonatos   |
| -------------------------------- | ---------------------------------- | ---------------- |
| Primera División Extremeña (4/2) | 1967-68, 1969-70, 1989-90, 2017-18 | 1972-73, 1978-79 |
| Segunda División Extremeña (2/0) | 1988-89, 2010-11                   |                  |